# Exomella sikhotealinensis
Exomella sikhotealinensis là một loài bọ cánh cứng trong họ Byrrhidae. Loài này được Putz, Lafer & Zerche miêu tả khoa học năm 1995.